# Aleksandar Jovanović (calciatore 1992)
Aleksandar Jovanović (in serbo Александар Јовановић?; Niš, 6 dicembre 1992) è un calciatore serbo, portiere del Kocaelispor.

## Carriera

### Nazionale
Il 15 novembre 2016 esordisce in nazionale giocando il secondo tempo contro l'Ucraina e subendo una rete su rigore (2-0).

## Palmarès

### Competizioni nazionali
- Campionato cipriota: 1

Apollōn Limassol: 2021-2022